# Bahman Ghobadi

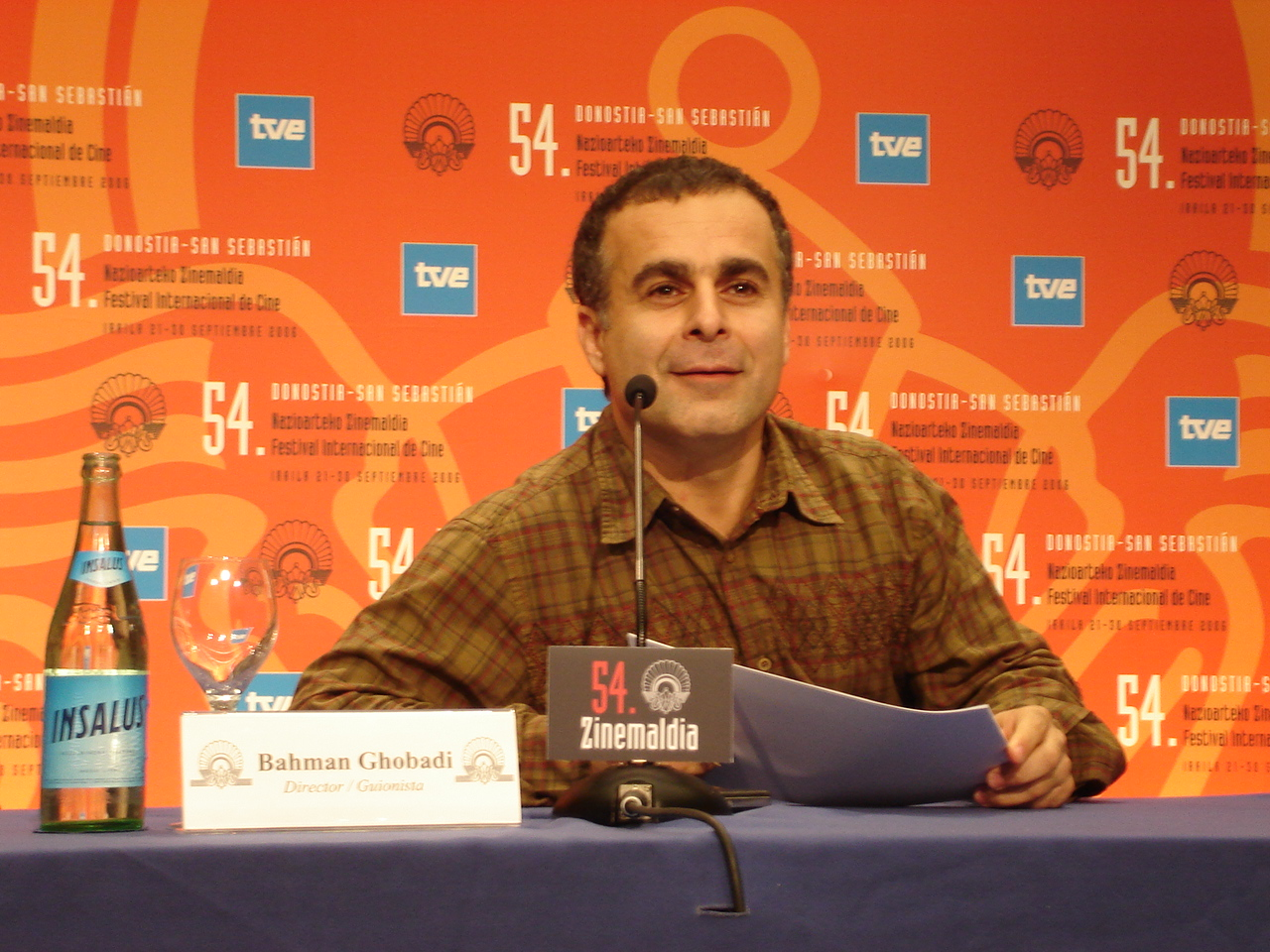
Bahman Ghobadi, 2006

Bahman Ghobadi (Koerdisch: به‌همه‌نی قوبادی, Farsi: بهمن قبادی ) (Baneh, 1 februari 1968) is een Iraans-Koerdische filmregisseur.
Ghobadi werd geboren in het Iraans-Koerdische dorp Baneh, waar zijn eerste speelfilm De tijd van de dronken paarden speelt.
De ouders van Ghobadi scheidden toen hij elf jaar oud was. Om bij te dragen aan het levensonderhoud van de familie moest Ghobadi sindsdien gaan werken. Intussen bleef hij ook naar school gaan. Toen Ghorbadi twaalf jaar oud was brak de oorlog tussen Irak en Iran uit. Zijn geboortestreek werd regelmatig door de Iraakse luchtmacht gebombardeerd. Veel familieleden van Ghobadi kwamen daardoor om het leven.
Na de afronding van zijn middelbareschoolopleiding kreeg Ghobadi een baantje bij de plaatselijke radio. In 1988 sloot hij zich in Sanandaj aan bij een groep jonge filmliefhebbers, met wie hij zijn eerste korte films maakte. In 1993 begon hij te Teheran aan een opleiding in de cinematografie.
Na zijn bachelor te hebben gehaald draaide Ghobadi korte films op 8mm-film. Met zijn documentaire Leven in mist won hij voor het eerst een prijs. Vervolgens werkte hij als assistent bij de Iraanse regisseur Abbas Kiarostami. Zijn eerste lange speelfilm was De tijd van de dronken paarden. Dit was niet alleen de eerste lange speelfilm van Ghobadi, maar ook de eerst Koerdische film die ooit in Iran was gemaakt.
In 2004 maakte Ghobadi Schildpadden kunnen vliegen (in het Nederlands taalgebied uitgebracht onder de Engelse titel Turtles Can Fly). Deze film werd gedeeltelijk in Iran en gedeeltelijk in de Koerdische Autonome Regio opgenomen. Het was de eerste speelfilm die op Iraaks grondgebied werd opgenomen sinds de val van Saddam Hoessein. Deze film won verschillende prijzen, waaronder in 2005 de Gouden Schelp bij het Internationaal filmfestival van San Sebastian en in datzelfde jaar de publieksprijs bij het Filmfestival van Rotterdam. Tijdens het Filmfestival van San Sebastián verklaarde Bahman Ghobadi dat hij met deze film beoogde hij het leven van oorlogsvluchtelingen te laten zien.
In 2006 won Ghobadi met Halve maan wederom de Gouden Schelp bij het Filmfestival van San Sebastián. Deze film won in 2007 de publieksprijs bij het Filmfestival van Istanbul.

## Filmografie
- 1999: Leven in mist (Zendegi dar meh)
- 2000: De tijd van de dronken paarden (Zamani barayé masti asbha)
- 2002: Verdwaald in Irak (Gomgashtei dar Aragh)
- 2003: Daf
- 2004: Schildpadden kunnen vliegen (Lakposhtha hâm parvaz mikonand)
- 2006: Halve maan (Niwe mung)
- 2009: Niemand weet iets over Perzische katten (Kasi az gorbehaye irani khabar nadareh)
- 2012: Neushoornseizoen (Fasle kargadan)
- 2014: Woorden met goden
- 2015: Vlag zonder land

- Biblioteca Nacional de España: XX1740133
- Bibliothèque nationale de France: cb14498741q (data)
- Catàleg d'autoritats de noms i títols de Catalunya: 981058509031006706
- Gemeinsame Normdatei: 138650373
- International Standard Name Identifier: 0000 0000 8045 0415
- Library of Congress Control Number: no2004052262
- MusicBrainz: 3d5d0f82-25df-4cb7-b9a8-fc100a50403a
- Nationale Bibliotheek van Tsjechië: xx0174238
- Nationale Bibliotheek van Israël: 987007440146405171
- Nationale Bibliotheek van Polen: a0000002090617
- Nederlandse Thesaurus van Auteursnamen: 238253414
- Système universitaire de documentation: 077719689
- Union List of Artist Names: 500331991
- Virtual International Authority File: 12017582
- WorldCat: E39PBJgxmwpJHcbMP6tQyf3bBP